# اسامه اخراز
اسامه اخراز (انگلیسی: Osama Akharraz؛ زادهٔ ۲۶ نوامبر ۱۹۹۰) بازیکن فوتبال اهل دانمارک است که در پست وینگر برای باشگاه وی‌بی ۱۹۶۸ در لیگ دانمارک بازی می‌کند.
وی در تیم‌های ملی فوتبال زیر ۱۶ سال دانمارک، زیر ۱۷ سال دانمارک، زیر ۱۸ سال دانمارک، زیر ۱۹ سال دانمارک، و زیر ۲۱ سال دانمارک بازی کرده است.